# Nadine Visser

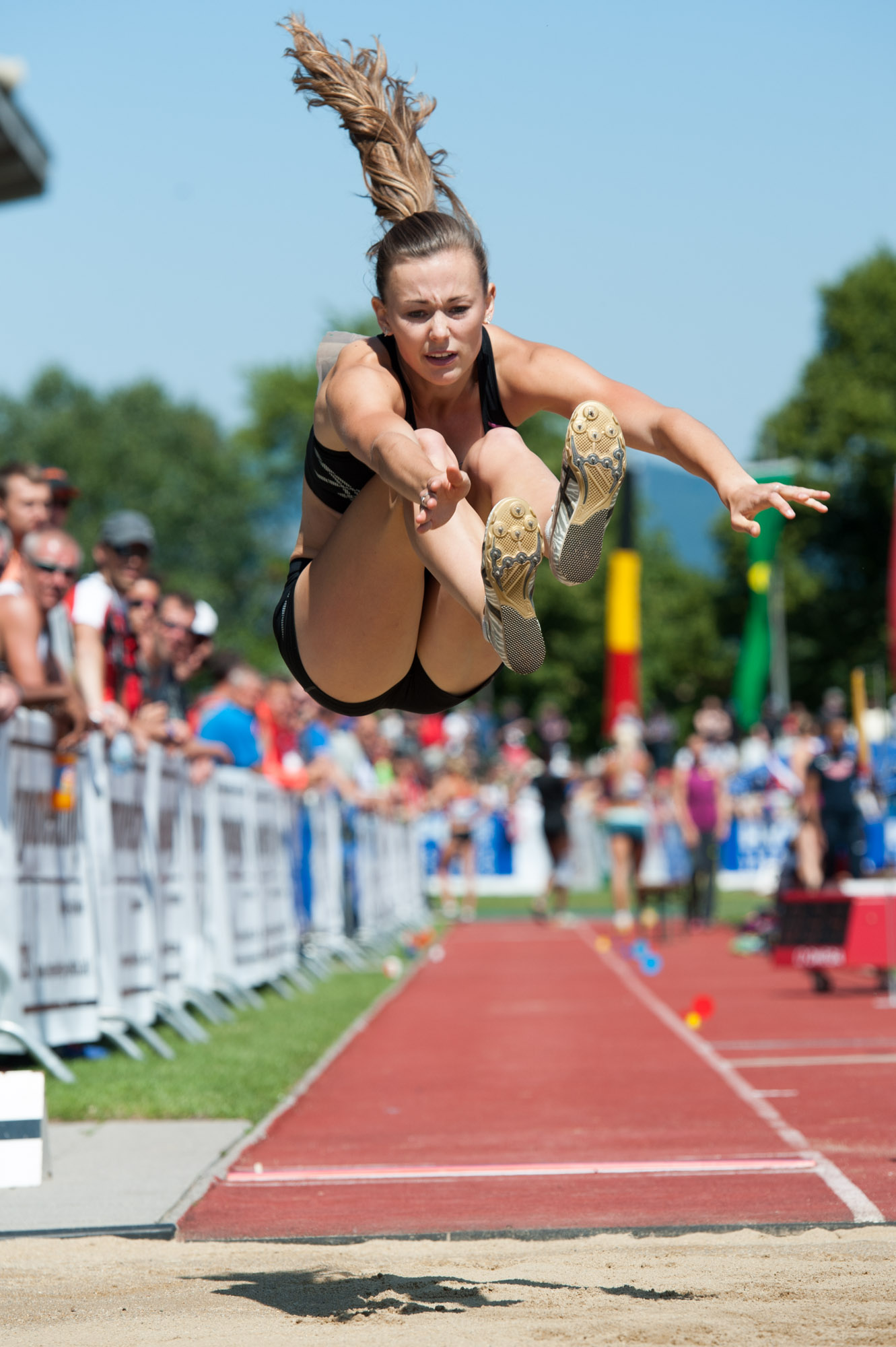
Nadine Visser in actie bij het verspringen tijdens de Hypomeeting 2014 in Götzis.

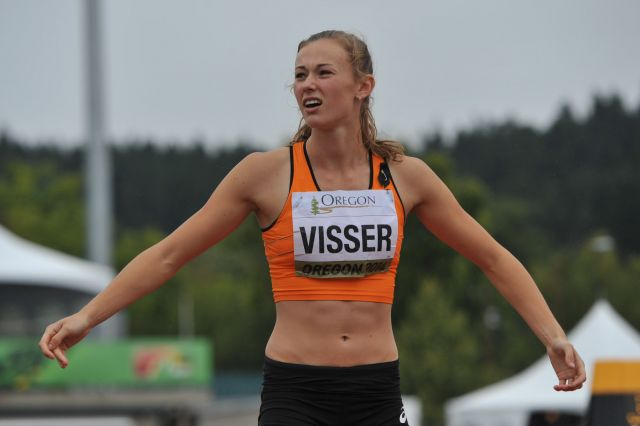
Nadine Visser op de WK voor junioren van 2014 in Eugene, Verenigde Staten.

Nadine Visser (Hoorn, 9 februari 1995) is een Nederlandse atlete, die zich aanvankelijk had toegelegd op de meerkamp. Sinds 2018 heeft zij haar aandacht verlegd naar de horden. Daarnaast boekt zij succes op de sprint. Op de horden en de meerkamp veroverde zij bij de junioren reeds diverse nationale titels. Bovendien is zij zowel in- als outdoor houdster van de nationale jeugdrecords in deze disciplines. Bij de senioren heeft zij inmiddels vijftien nationale titels aan haar palmares toegevoegd, waarvan twaalf op hordelopen en is zij sinds 2018 houdster van de Nederlandse records op de 60 m  en 100 m horden. Zij nam driemaal deel aan de Olympische Spelen, met een vierde plaats op de 100 m horden als beste resultaat. Bij haar eerste WK, in 2017, werd ze zevende op de zevenkamp én zevende op de 100 m horden. Bij haar eerste WK indoor, in 2018, liep ze naar het brons op de 60 m horden, de eerste WK-medaille die ooit door een Nederlandse atlete op dit onderdeel werd behaald. In de jaren daarna veroverde zij op de Europese indoorkampioenschappen in 2019 en 2021 de titel op de 60 m horden, haar beste prestaties op internationaal niveau.

## Biografie

### Jeugd en eerste successen
Visser groeide op in Hoogkarspel. Ze komt uit een atletiekfamilie. Haar moeder was sprintster en hoogspringster en ook haar oma deed aan atletiek. Toch koos zijzelf aanvankelijk voor het turnen en ook voetballen vond ze leuk.
Pas op haar dertiende volgde de overstap naar de atletiek en hierin bleek zij al gauw succesvol. Als zestienjarige veroverde zij bij de B-junioren op de hordenummers (binnen en buiten) en op de zevenkamp haar eerste officiële nationale titels. Daarnaast deed zij haar eerste internationale ervaring op door deel te nemen aan het Europees Jeugd Olympisch Festival in het Turkse Trabzon, waar zij gelijk maar met tweemaal goud aan de haal ging: op de 100 m horden en de 4 x 100 m estafette, dit laatste onderdeel samen met Tessa van Schagen, Sacha van Agt en Naomi Sedney. Op de horden verbeterde zij bovendien met 13,28 s het Nederlandse jeugdrecord, dat al vanaf 1984 op 13,45 had gestaan.

### Tegenslag op WJK
In 2012 voegde Visser bij de B-junioren nog eens vijf nationale gouden plakken aan haar verzameling toe en was zij, als B-meisje nog, op de nationale juniorenkampioenschappen ook bij de A-meisjes al de beste op de 100 m horden. Dat jaar werd zij tevens uitgezonden naar de wereldkampioenschappen voor junioren in Barcelona, waar zij op de zevenkamp na wat tegenslag – zo ging ze bij het kogelstoten door haar enkel, die vervolgens zwaar moest worden ingetapet – toch nog elfde werd met 5447 punten. Visser was desondanks blij met de opgedane ervaring, waarmee zij in de toekomst haar voordeel hoopte te doen.

### Met zes PR's vierde op EJK
Hoezeer de eerder opgedane ervaring nuttig was, bleek in 2013 bij de Europese juniorenkampioenschappen in Rieti, waar Nadine Visser op de zevenkamp op zes van de zeven onderdelen pr's vestigde, waaronder een verbetering van het Nederlandse jeugdrecord op de 100 m horden. Met een puntentotaal van 5774 eindigde ze uiteindelijk net buiten de medailles. De een jaar eerder gemaakte keuze om in het vervolg aan de meerkamp de voorkeur te geven, begon zich uit te betalen.

### Vol indoorseizoen
Voor Visser begon het serieuze werk in 2014 al vroeg. Op 25 en 26 januari maakte zij deel uit van het Nederlandse team dat in het Engelse Sheffield aantrad in de meerkampinterland tegen Engeland, Frankrijk, Tsjechië en Spanje. In deze wedstrijd, waarin de winst met 4656 punten naar landgenote Nadine Broersen ging, werd Visser tweede met een totaal van 4268 punten, een nationaal jeugdrecord. Het was al haar tweede jeugdrecord dat weekend, want eerder had zij de 60 m horden, het eerste nummer van de vijfkamp, al afgelegd in 8,32, wat 0,9 seconden sneller was dan het 23 jaar oude record van Petra Huybrechtse.
In februari stonden de nationale indoorkampioenschappen centraal, zowel die bij de junioren als de senioren. Bij de junioren veroverde de Hoornse een gouden plak op haar specialiteit, de 60 m horden, met daarnaast een tweede gouden medaille bij het kogelstoten en een zilveren bij het verspringen. Enkele weken later was zij er op beide onderdelen bij de senioren opnieuw bij, wat haar op de 60 m horden achter kampioene Rosina Hodde zilver opleverde, terwijl zij bij het verspringen met een vierde plaats net buiten het podium eindigde.

### Voorbereiding op WJK 2014
Het buitenseizoen stond in het teken van deelname aan de wereldkampioenschappen voor junioren in Eugene en begon daarom al vroeg. Ter voorbereiding vertrok Visser, samen met Dafne Schippers en trainer Bart Bennema, eind maart voor een trainingsstage naar Daytona Beach in Florida, waar zij gedurende twee weken onder leiding van de succesvolle Amerikaanse coach Rana Reider trainde in een groep die verder vooral bestond uit Engelse atleten. Ze sparde er met diverse toppers, zoals hordeloopster Tiffany Porter, wat haar zeer motiveerde.
Terug in Nederland was zij op 10 mei present bij de jaarlijkse opening van het baanseizoen, de wedstrijd om de Ter Specke Bokaal in Lisse. Onder verre van ideale weersomstandigheden wist zij het verspringen met 6,07 m te winnen, waarmee zij niemand minder dan Dafne Schippers achter zich liet, die op 6,04 strandde.
Veel beter waren de omstandigheden in Götzis, Oostenrijk, waar Nadine Visser vervolgens deelnam aan de prestigieuze Hypomeeting, algemeen beschouwd als het officieuze wereldkampioenschap voor meerkampers. In het kielzog van Dafne Schippers en Nadine Broersen, die beiden boven het Nederlandse puntenrecord van Schippers uit 2012 uitkwamen en met 6545 en 6536 punten respectievelijk derde en vierde werden, overschreed de Noord-Hollandse voor het eerst de 6000 puntengrens en kwam tot een totaal van 6110. In één klap had zij zich hiermee in een favorietenrol geplaatst voor de komende WJK in Eugene (limiet 5350 p).
Terug in eigen land nam Visser in juni slechts deel aan een enkele wedstrijd. Bij de Gouden Spike in Leiden beperkte zij zich tot twee onderdelen, de 100 m horden en kogelstoten. Beide onderdelen gingen naar behoren, het kogelstoten betekende met 12,64 m zelfs een PR, maar de in Götzis opgelopen vermoeienissen deden zich nog gevoelen. Teneinde zich optimaal te kunnen voorbereiden op de WJK in Eugene, besloot Visser de voor het eerste weekend van juli gepland staande NK voor junioren zelfs geheel aan zich voorbij te laten gaan.

### Tweemaal brons
In Eugene deed Visser vanaf de eerste dag van de zevenkamp mee om de medailles. Hoewel de Britse Morgan Lake voor iedereen net even te sterk bleek en regelrecht afstevende op het goud, ging de strijd voor wat betreft de zilveren en bronzen plak tussen de wereldjuniorenkampioene van 2012, de Cubaanse Yorgelis Rodriguez, en de Nederlandse. Uiteindelijk eindigde die op de tweede dag in het voordeel van Rodriguez. Met haar totaal 5948 punten was het brons echter voor Visser, die na Dafne Schippers (in 2010 eerste met 5967 punten) nu de tweede Nederlandse is die tijdens een WJK op de zevenkamp eremetaal veroverde.
Hiermee was het voor Visser in Eugene echter nog niet gedaan. Zij had zich namelijk ook ingeschreven voor de individuele 100 m horden. Op de zesde en laatste dag van het kampioenschap wist zij zich in de finale van dit nummer opnieuw te onderscheiden en in 12,99 doorbrak zij niet alleen voor het eerst in haar carrière de dertien secondengrens, het was bovendien een ruime verbetering van haar eigen nationale jeugdrecord en leverde haar in het kielzog van de Amerikaanse atletes Kendell Williams (eerste in 12,89) en Dior Hall (tweede in 12,92) haar tweede bronzen medaille op. Tegelijk bewees Visser zichzelf een extra dienst door zich met haar tijd ook op dit onderdeel te kwalificeren voor de EK in Zürich.
In Zürich werd Nadine Visser op de 100 m horden in haar serie vierde en kwam daarbij tot 13,12, net als de Poolse Karolina Kołeczek en de Slowaakse Marina Tomić in twee andere series. Om te bepalen welke twee door konden naar de halve finales, moesten de tijden tot in duizendsten van een seconde met elkaar worden vergeleken. Hierbij delfde Visser het onderspit.

### 2015: eerste seniorentitel
In 2015 begon Nadine Visser het indoorseizoen sterk. Bij de ISTAF-indoormeeting in Berlijn op 14 februari liep zij de 60 m horden in 8,08, een verbetering van haar een week eerder in Gent gelopen PR van 8,17 en drie honderdste verwijderd van de limiet voor deelname aan de EK indoor in Praag. Weer een week later veroverde zij in Apeldoorn op dit onderdeel haar eerste titel bij de senioren en de manier waarop zij dit deed (winst in 8,12, na eerder in de series 8,10 te hebben gelopen), deed de Atletiekunie besluiten om haar, ondanks het niet halen van de limiet, uit te zenden naar de EK indoor in Praag. Daar kwam zij in alweer 8,12 de eerste ronde door, maar in haar halve finale struikelde zij over de eerste horde en waren haar kansen op een finaleplaats verkeken.

### Limietprestaties
Tijdens een trainingskamp in Florida in april, ter voorbereiding op het buitenseizoen, liet Visser vervolgens zien aanzienlijk in basissnelheid te zijn vooruitgegaan, want bij een wedstrijd in Clermont op 18 april verbeterde zij zich op de 100 m van 11,97 tot 11,60 (+1,9 m/s). Dat had ook een gunstig effect op haar hordenprestaties, want terug in eigen land kwam zij tijdens de FBK Games op 24 mei op de 100 m horden tot 12,97 (+1,4 m/s), alweer haar zoveelste PR van het jaar. Ze werd er derde mee en voldeed bovendien aan de kwalificatie-eis voor de wereldkampioenschappen in Peking.
Direct na de FBK Games werd de aandacht gericht op de Hypomeeting in Götzis waar Visser, voortbouwend op haar eerste positieve ervaring het jaar ervoor, dit keer de gelegenheid wilde aangrijpen om zich nu ook op de zevenkamp te kwalificeren voor de WK in Peking en de Olympische Spelen in 2016 (eis in beide gevallen: 6220 punten). Die opzet slaagde volledig. In een toernooi waarin naast Visser ook Nadine Broersen (derde) en Anouk Vetter (zesde) tot limietscores kwamen, wist Visser als vijfde 6467 p te verzamelen, 247 punten meer dan de vereiste limietprestatie.

### EK U23: opnieuw brons

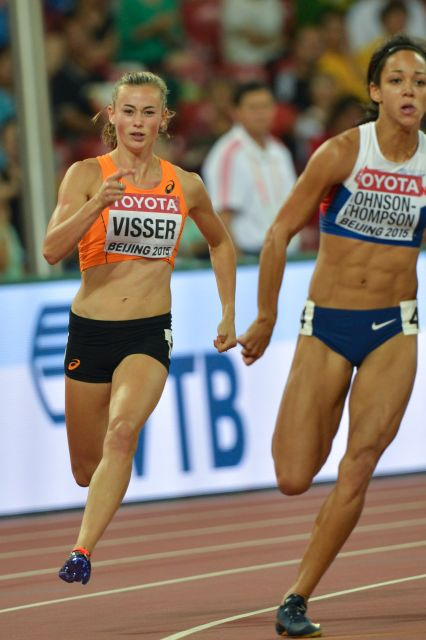
Nadine Visser in actie op de 200 m van haar zevenkamp tijdens de WK van 2015 in Peking.

Veel tijd om na te genieten van haar meerkampprestatie in Götzis was er daarna niet, want Visser had zich op grond van eerdere verrichtingen ook gekwalificeerd voor de Europese kampioenschappen U23 in Tallinn. Ze verkoos er deel te nemen aan de 100 m horden en het verspringen; alweer een volgende zevenkamp zou, zeker met het oog op de rest van het seizoen, een te zware opgave zijn geweest. Ze vertrok ook wat later dan de rest van de ploeg naar de Estse hoofdstad, ten einde in alle rust samen met haar coach Bart Bennema nog wat te kunnen doortrainen op Papendal.
In Tallinn kwam zij vervolgens eerst in actie op de 100 m horden, waarop zij zich via een serietijd van 13,39 en 13,09 in de halve finale kwalificeerde voor een finaleplaats. Hierin wist zij een bronzen medaille te veroveren in 13,01, 0,04 seconden boven haar anderhalve maand eerder in Hengelo gelopen PR. Vervolgens viel het verspringen wat tegen met 6,16 en een elfde plaats, na zich eerder met 6,26 voor de finale te hebben gekwalificeerd.
Enkele weken later werd Nadine Visser, met het oog op de komende wereldkampioenschappen in Peking, uitgeprobeerd als startloopster van de Nederlandse 4 x 100 m estafetteploeg tijdens de Sainsbury’s Anniversary Games, een wedstrijd die deel uitmaakte van het Diamond League circuit. Met wissels die voor verbetering vatbaar waren werd het Nederlandse viertal, dat verder bestond uit Dafne Schippers, Naomi Sedney en Jamile Samuel, in 42,69 tweede achter het team van de Verenigde Staten (eerste in 42,32). Ter vergelijking: het Nederlandse record staat sinds 2014 op 42,40. Het was het eerste optreden van Visser in een Diamond League wedstrijd.

### Ook buiten hordenkampioene
Voor het kort erop volgende NK baan, dat voor het eerst over vier dagen was uitgesmeerd, had Visser zich ingeschreven voor drie nummers: speerwerpen, de 100 m horden en hoogspringen. Op het eerste onderdeel kwalificeerde zij zich zaterdags met een beste worp van 41,93, haar tweede worp ooit voorbij de 40 meter. Aangezien zij zich die dag eveneens voor de finale van de 100 m horden had geplaatst en er op zondag bovendien hoog moest worden gesprongen, liet Visser het voor wat betreft het speerwerpen daarbij. Op de 100 m horden veroverde ze de volgende dag in 13,04 haar eerste buitentitel bij de senioren, waarna zij bij het hoogspringen met 1,72 tot een gedeelde vierde plaats kwam.

### Studie
Visser is lid van SAV in Grootebroek. In 2013 behaalde zij haar diploma vwo; daarna ging ze aan de Universiteit van Wageningen Gezondheid en Maatschappij studeren. Haar studie staakte ze in de voorbereidingen voor de Olympische Spelen in Rio de Janeiro.

## Kampioenschappen

### Internationale kampioenschappen
| Onderdeel    | Titel                    | Jaar       |
| ------------ | ------------------------ | ---------- |
| 60 m horden  | Europees indoorkampioene | 2019, 2021 |
| 100 m horden | Universitair kampioene   | 2017       |
| 100 m horden | Europees kampioene U23   | 2017       |

### Nederlandse kampioenschappen
Outdoor
| Onderdeel    | Jaar                   |
| ------------ | ---------------------- |
| 100 m        | 2020                   |
| 100 m horden | 2015, 2020, 2022, 2023 |

Indoor
| Onderdeel   | Jaar                                           |
| ----------- | ---------------------------------------------- |
| 60 m        | 2024                                           |
| 60 m horden | 2015, 2016, 2017, 2018, 2019, 2020, 2021, 2025 |
| vijfkamp    | 2017                                           |

## Statistieken

### Persoonlijke records
Outdoor
| Onderdeel    | Prestatie  | Wind (m/s) | Datum             | Plaats   |
| ------------ | ---------- | ---------- | ----------------- | -------- |
| 100 m        | 11,17      | +1,0       | 2 augustus 2025   | Hengelo  |
| 150 m        | 16,94      | +0,6       | 8 september 2020  | Ostrava  |
| 200 m        | 23,38      | +0,4       | 18 juli 2020      | Papendal |
| 800 m        | 2.13,08    |            | 20 september 2015 | Talence  |
| 100 m horden | 12,28 (NR) | +1,1       | 16 augustus 2025  | Chorzów  |
| hoogspringen | 1,80       |            | 22 augustus 2015  | Peking   |
| verspringen  | 6,48       | +1,1       | 31 mei 2015       | Götzis   |
| kogelstoten  | 13,64      |            | 13 mei 2017       | Lisse    |
| speerwerpen  | 44,01      |            | 31 mei 2015       | Götzis   |
| zevenkamp    | 6467       |            | 30/31 mei 2015    | Götzis   |

Indoor
| Onderdeel    | Prestatie | Datum            | Plaats    |
| ------------ | --------- | ---------------- | --------- |
| 60 m         | 7,19      | 17 februari 2024 | Apeldoorn |
| 800 m        | 2.21,90   | 5 februari 2017  | Apeldoorn |
| 60 m horden  | 7,72 (NR) | 7 maart 2025     | Apeldoorn |
| hoogspringen | 1,75      | 26 januari 2014  | Sheffield |
| verspringen  | 6,40      | 21 februari 2015 | Apeldoorn |
| kogelstoten  | 13,89     | 28 januari 2017  | Apeldoorn |
| vijfkamp     | 4428      | 5 februari 2017  | Apeldoorn |

### Opbouw pr meerkamp en potentieel record op basis van persoonlijk records
In de tabel staat de uitsplitsing van het persoonlijk record op de zevenkamp. In de kolommen ernaast staat ook het potentieel record, met alle persoonlijke records op de losse onderdelen en de bijbehorende punten.
|              | Uitsplitsing PR | Uitsplitsing PR | Uitsplitsing PR |              | Potentieel record | Potentieel record |
| Onderdeel    | Prestatie       | Wind (m/s)      | Punten          | Pers. record | Punten            |                   |
| ------------ | --------------- | --------------- | --------------- | ------------ | ----------------- | ----------------- |
| 100 m horden | 13,04           | -0,2            | 1118            | 12,28        | 1235              |                   |
| hoogspringen | 1,77            |                 | 941             | 1,80         | 978               |                   |
| kogelstoten  | 13,15           |                 | 737             | 13,89        | 787               |                   |
| 200 m        | 23,62           | +1,4            | 1017            | 23,38        | 1041              |                   |
| verspringen  | 6,48            | +1,1            | 1001            | 6,48         | 1001              |                   |
| speerwerpen  | 44,01           |                 | 744             | 44,01        | 744               |                   |
| 800 m        | 2.13,88         |                 | 909             | 2.13,08      | 920               |                   |
| Puntentotaal |                 |                 | 6467            |              | 6706              |                   |

### Prestatieontwikkeling
Outdoor
| Jaar | 100 m horden | 100 m | 200 m | verspringen | zevenkamp |
| ---- | ------------ | ----- | ----- | ----------- | --------- |
| 2011 | 13,84        | 12,24 | 26,02 | 5,77        | 5171      |
| 2012 | 13,50        | 12,13 | 24,99 | 5,72        | 5475      |
| 2013 | 13,21        | 12,00 | 24,53 | 5,83        | 5774      |
| 2014 | 12,99        | 11,97 | 23,90 | 6,16        | 6110      |
| 2015 | 12,81        | 11,60 | 23,62 | 6,48        | 6467      |
| 2016 | 12,89        | 11,89 | 24,30 | 6,35        | 6190      |
| 2017 | 12,78        | 11,68 | 23,46 | 6,27        | 6355      |
| 2018 | 12,71        | -     | -     | -           | -         |
| 2019 | 12,62        | 11,34 | 23,91 | -           | -         |
| 2020 | 12,68        | 11,25 | 23,38 | -           | -         |
| 2021 | 12,51        | 11,26 | -     | -           | -         |
| 2022 | 12,66        | -     | -     | -           | -         |
| 2023 | 12,61        | 11,38 | 23,55 | -           | -         |
| 2024 | 12,36        | 11,32 | -     | -           | -         |
| 2025 | 12,28        | 11,17 | -     | -           | -         |

## Palmares

### 60 m
- 2020:  NK indoor – 7,30 s
- 2023:  NK indoor – 7,22 s
- 2024:  NK indoor – 7,19 s

### 100 m
- 2020:  NK – 11,25 s (+1,2 m/s)
- 2024:  NK – 11,32 s (+1,2 m/s)
- 2025:  NK – 11,17 s (+1,0 m/s)

### 150 m
- 2015:  Ter Specke Bokaal te Lisse – 17,69 s
- 2016: 5e Ter Specke Bokaal – 17,91 s (-0,3 m/s)

### 60 m horden
- 2013: 5e NK indoor – 8,52 s
- 2014:  NK indoor – 8,27 s
- 2015:  NK indoor – 8,12 s (in serie 8,10 s)
- 2015: DNF ½ fin. EK indoor (in serie 8,12 s)
- 2016:  NK indoor – 8,18 s
- 2017:  NK indoor – 7,98 s
- 2017: 7e EK indoor – 8,04 s (in serie 7,92 s)
- 2018:  NK indoor – 8,03 s
- 2018:  WK indoor – 7,84 s (in ½ fin. 7,83 s = NR)
- 2019:  NK indoor – 8,07 s
- 2019:  EK indoor – 7,87 s
- 2020:  NK indoor – 8,06 s
- 2021:  NK indoor – 7,90 s
- 2021:  EK indoor – 7,77 s (NR)
- 2024: 8e in ½ fin. WK indoor – 8,42 s (in serie 7,85 s)
- 2025:  NK indoor – 7,90 s (in serie 7,84 s CR)
- 2025:  EK indoor – 7,72 s (NR)
- 2025: 6e WK indoor – 7,76 s

### 100 m horden
- 2011:  EJOF – 13,28 s (NJR)
- 2012:  Ter Specke Bokaal – 14,07 s
- 2012:  NK – 13,64 s
- 2014: 4e Gouden Spike – 13,54 s
- 2014:  WK U20 – 12,99 s (NJR)
- 2014: 4e in serie EK – 13,12 s
- 2015:  Flynth Recordwedstrijden te Hoorn – 13,07 s (+3,0 m/s)
- 2015:  FBK Games – 12,97 s (+1,4 m/s)
- 2015:  EK U23 in Tallinn – 13,01 s (-0,2 m/s)
- 2015:  NK – 13,04 s (-1,0 m/s)
- 2015:  Flame Games te Amsterdam – 13,21 s (+1,9 m/s)
- 2017:  FBK Games – 13,00 s (-0,7 m/s)
- 2017:  EK U23 in Bydgoszcz – 12,92 s (+2,3 m/s)
- 2017: 7e WK – 12,83 s (+0,1 m/s)
- 2017:  Universiade te Taipei – 12,98 s (-1,3 m/s)
- 2018: 4e EK – 12,88 s (-0,5 m/s)
- 2019: 6e WK – 12,66 s (+0,3 m/s)
- 2020:  NK – 13,10 s (+0,9 m/s)
- 2021: 5e OS 2020 – 12,73 s (-0,3 m/s) (in ½ fin. 12,63 s)
- 2021:  ISTAF – 12,73 s
- 2022: 6e FBK Games – 12,95 s (+0,4 m/s)
- 2022:  NK – 12,77 s (+0,0 m/s)
- 2022: 4e EK – 12,75 s (-0,1 m/s)
- 2023:  FBK Games - 12,71 s (+0,2 m/s)
- 2023:  EK voor landenteams in Chorzów - 12,81 s (-0,2 m/s)
- 2023:  NK – 12,88 s (+0,6 m/s)
- 2023: 3e in ½ fin. WK - 12,62 s (-0,7 m/s)
- 2024:  Gouden Spike - 12,94 s (+0,9 m/s)
- 2024:  Golden Spike Ostrava - 12,86 s (-0,6 m/s)
- 2024: 5e EK - 12,72 s
- 2024:  Paavo Nurmi Games te Turku - 12,51 s (ev. NR) (+1,6 m/s)
- 2024:  FBK Games - 12,46 s (NR) (+1,6 m/s)
- 2024: 4e OS - 12,43 s (-0,3 m/s)
- 2025:  FBK Games - 12,59 s (+1,0 m/s)
- 2025:  EK landenteams First League in Madrid - 12,39 s (+2,2 m/s)
- 2025:  Gyulai István Memorial - 12,43 s (-0,4 m/s)

Diamond League-resultaten
- 2018: 4e Stockholm Bauhaus Athletics – 12,71 s (+1,3 m/s)(NR)
- 2020:  Golden Gala - 12,72 s (+0,1 m/s)
- 2021:  Müller Anniversary Games – 12,78 s (+1,5 m/s)
- 2021:  Meeting de Paris - 12,58 s (+1,7 m/s)(NR)
- 2021:  Memorial Van Damme - 12,69 s (+0,7 m/s)
- 2021:  Weltklasse Zürich - 12,51 s (+0,4 m/s)(NR)
- 2022: 6e Golden Gala - 12,98 s (+0,1 m/s)
- 2022: 6e Stockholm Bauhaus Athletics - 12,76 s (-0,5 m/s)
- 2022: 7e Athletissima - 12,81 s (-0,9 m/s)
- 2022: 8e Memorial Van Damme - 12,88 s (+0,1 m/s)
- 2023: 7e Athletissima - 13,09 s (-1,4 m/s)
- 2023: 6e Stockholm Bauhaus Athletics - 12,97 s (+0,9 m/s)
- 2024: 4e Athletissima - 12,49 s (-0,9 m/s)
- 2024: 7e Kamila Skolimowska Memorial - 12,49 s (-0,5 m/s)
- 2024:  Golden Gala - 12,52 s (-0,4 m/s)
- 2024: 5e Weltklasse Zürich - 12,54 s (+0,8 m/s)
- 2024:  Memorial Van Damme - 12,54 s (+0,4 m/s)
- 2025:  Meeting International Mohammed VI d'Athlétisme de Rabat - 12,67 s (+1,2 m/s)
- 2025:  Stockholm Bauhaus Athletics - 12,49 s (+1,4 m/s)
- 2025: 5e Meeting de Paris - 12,51 s (+0,7 m/s)
- 2025:  Herculis - 12,56 s (-1,1 m/s)
- 2025: 8e Kamila Skolimowska Memorial - 12,60 s (+1,4 m/s) (in serie 12,28 s = NR)
- 2025:  Athletissima - 12,45 s (-0,5 m/s)

### hoogspringen
- 2015: 4e NK – 1,72 m

### verspringen
- 2013: 8e Gouden Spike – 5,69 m
- 2014: 4e NK indoor – 5,99 m
- 2014:  Ter Specke Bokaal – 6,07 m
- 2015:  NK indoor – 6,40 m
- 2015:  Flynth Recordwedstrijden – 6,22 m (+0,9 m/s)
- 2015: 11e EK U23 – 6,16 m (-0,7 m/s) (in kwal. 6,26 m (+1,5 m/s))

### kogelstoten
- 2014: 5e Gouden Spike – 12,64 m
- 2015: 7e NK indoor – 12,79 m
- 2016: 8e NK indoor – 12,95 m
- 2016: 6e Ter Specke Bokaal – 12,66 m
- 2017: 6e Ter Specke Bokaal – 13,64 m

### speerwerpen
- 2015: DNS NK (in kwal. 41,93 m)

### vijfkamp
- 2014:  Meerkamp-indoorinterl. in Sheffield – 4268 p
- 2017:  NK indoor – 4428 p

### zevenkamp
- 2012: 11e WK U20 – 5447 p
- 2013: 4e EK U20 – 5774 p
- 2014: 14e Hypomeeting – 6110 p
- 2014:  WK U20 – 5948 p
- 2015: 5e Hypomeeting – 6467 p
- 2015: 8e WK – 6344 p
- 2015:  Decastar (Talence) – 6257 p
- 2016: 19e OS – 6190 p
- 2017: 10e Hypomeeting – 6355 p
- 2017: 7e WK – 6370 p

### 4 × 100 m
- 2011:  EJOF – 45,93 s
- 2015: DQ WK (in serie 42,32 s = NR)
- 2021:  World Athletics Relays - 44,10 s (in serie 43,28 s)
- 2021: DNF OS (in serie 42,81 s)
- 2023: DNF WK
- 2024:  EK - 42,46 s (in serie 42,39 s)
- 2025:  EK landenteams First League in Madrid - 42,02 s (NR)

Diamond League-resultaten
- 2015:  Sainsbury's Anniversary Games – 42,69 s
- 2019:  Weltklasse Zürich, Zürich Trophy – 42,28 s
- 2024:  Athletissima - 42,83 s
- 2025:  Athletissima - 42,60 s

## Onderscheidingen
- Atletiekunie-talent van het jaar – 2014[17]